# 静電誘導トランジスタ
静電誘導トランジスタ（せいでんゆうどうトランジスタ、英語: Static Induction Transistor (SIT)）とは、高周波特性を改善した電力用半導体素子である。

## 概要
電界効果トランジスタ (FET: Field Effect Transistor) の一種で1950年に東北大学の西澤潤一によって開発された。
チャネル抵抗を極限まで減少させるためチャネルを短く、濃度を低めにすることで、負帰還効果が起きず、ドレイン電流はドレイン電圧の増加とともにチャネル電流が飽和しない静電誘導効果を利用してソースとチャネルの境界のポテンシャル形状でドレイン電流が制御できるようにした事により3極真空管型特性が得られる。高速動作・低損失で、高周波増幅器などに使用され、信号波形の忠実な増幅が可能。

## 特許
- アメリカ合衆国特許第 4,199,771号
- アメリカ合衆国特許第 4,326,209号
- アメリカ合衆国特許第 4,811,064号
- アメリカ合衆国特許第 4,952,996号
- アメリカ合衆国特許第 5,038,188号
- アメリカ合衆国特許第 5,169,795号
- アメリカ合衆国特許第 5,296,403号
- アメリカ合衆国特許第 5,663,582号